# Tonduzia stenophylla
Tonduzia stenophylla är en oleanderväxtart som först beskrevs av John Donnell Smith, och fick sitt nu gällande namn av Henri François Pittier. Tonduzia stenophylla ingår i släktet Tonduzia och familjen oleanderväxter. Inga underarter finns listade i Catalogue of Life.